# Anse Britten

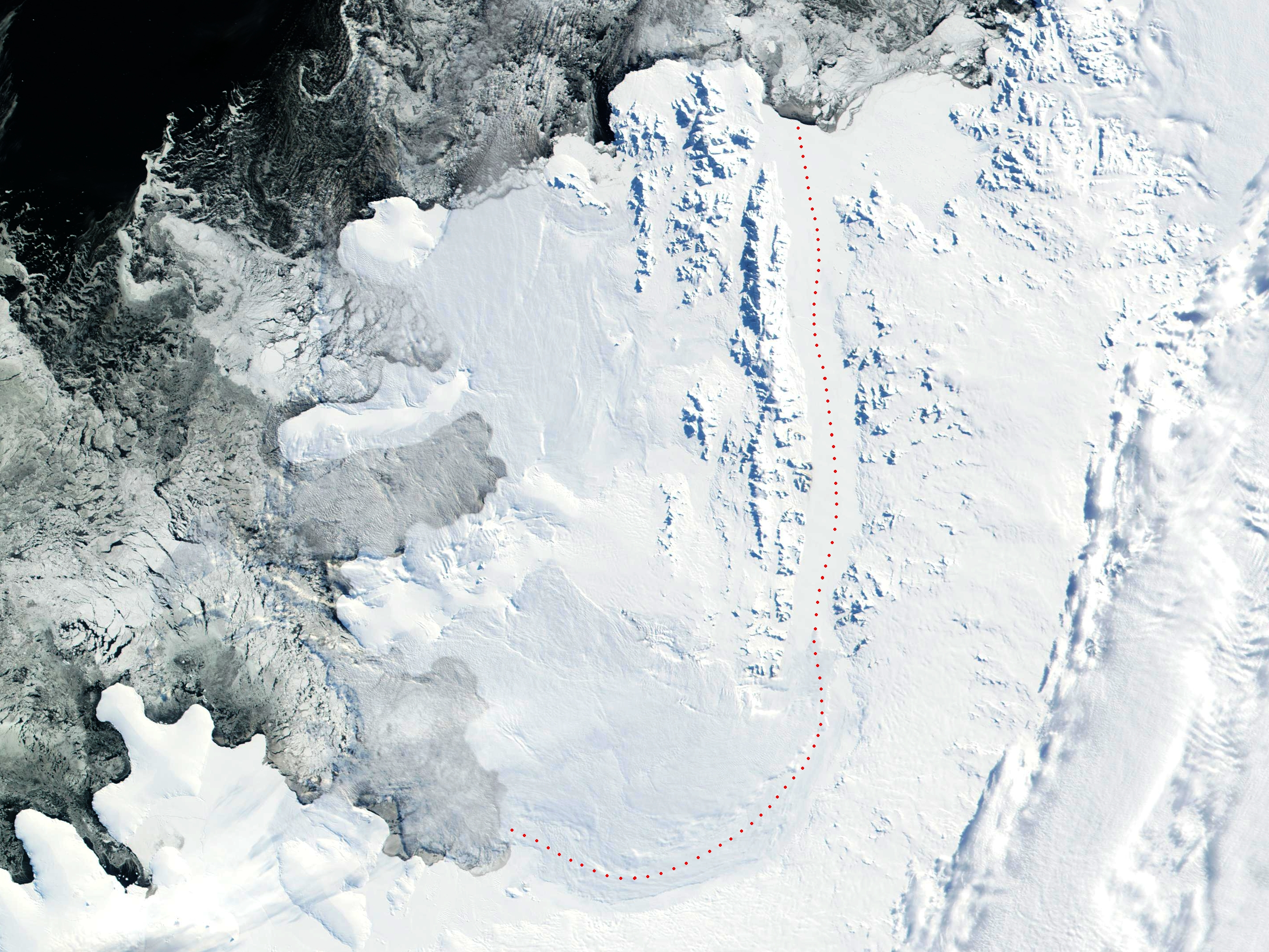
Île Alexandre

L'anse Britten (en anglais Britten inlet) est une petite baie de glace, la seule de la péninsule Monteverdi (en), indentant la partie sud-ouest de la péninsule, au sud de l'île Alexandre-Ier en Antarctique.
Elle a été cartographiée à partir d'images du Programme Landsat en janvier 1973. En association avec les noms de compositeurs groupés dans cette zone, elle a été nommée, en 1977 UK Antarctic Place-Names Committee, d'après le compositeur britannique Benjamin Britten.